# Блекґейз

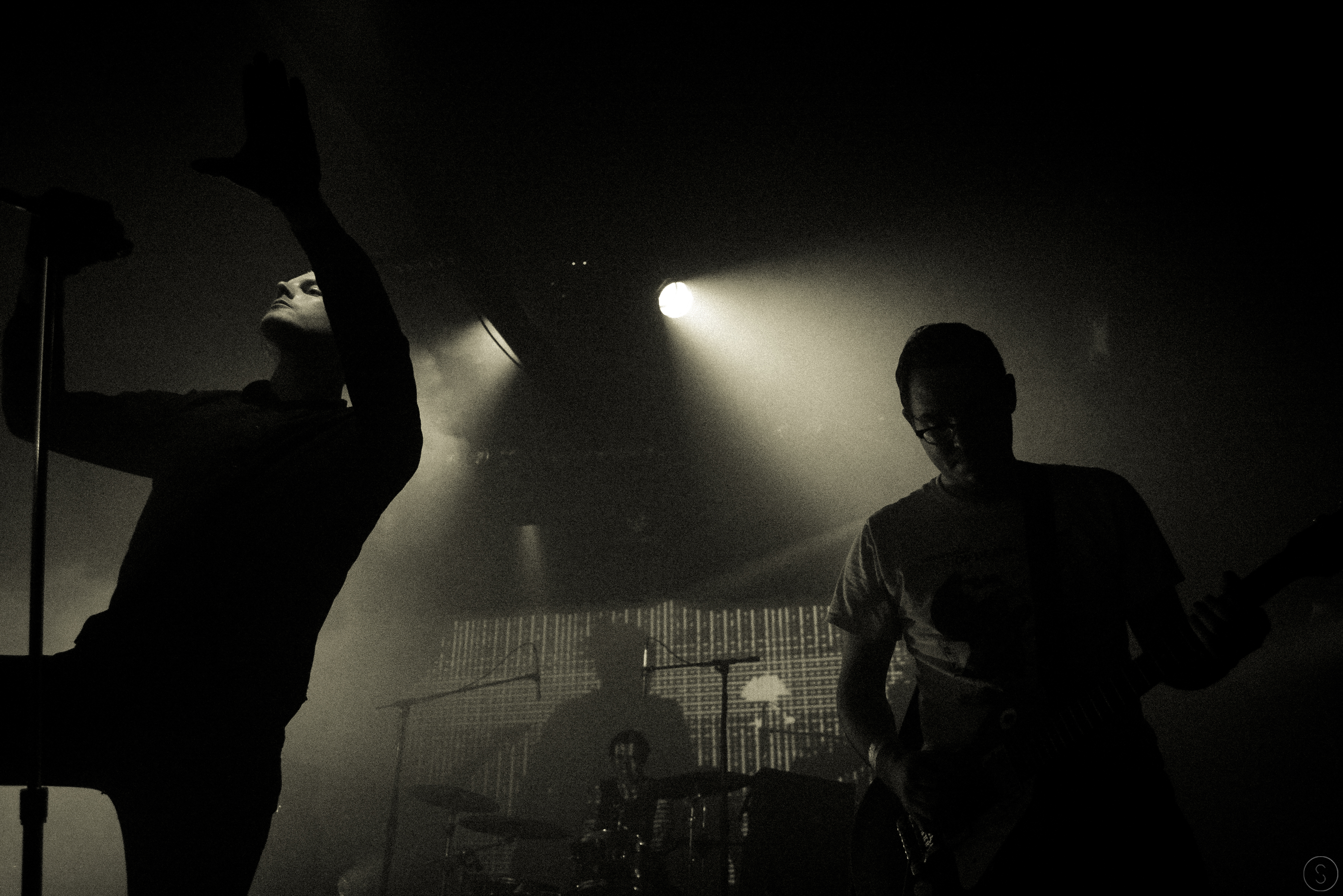
Гурт Deafheaven зробив блекґейз відомим своїм альбомом 2013 року Sunbather

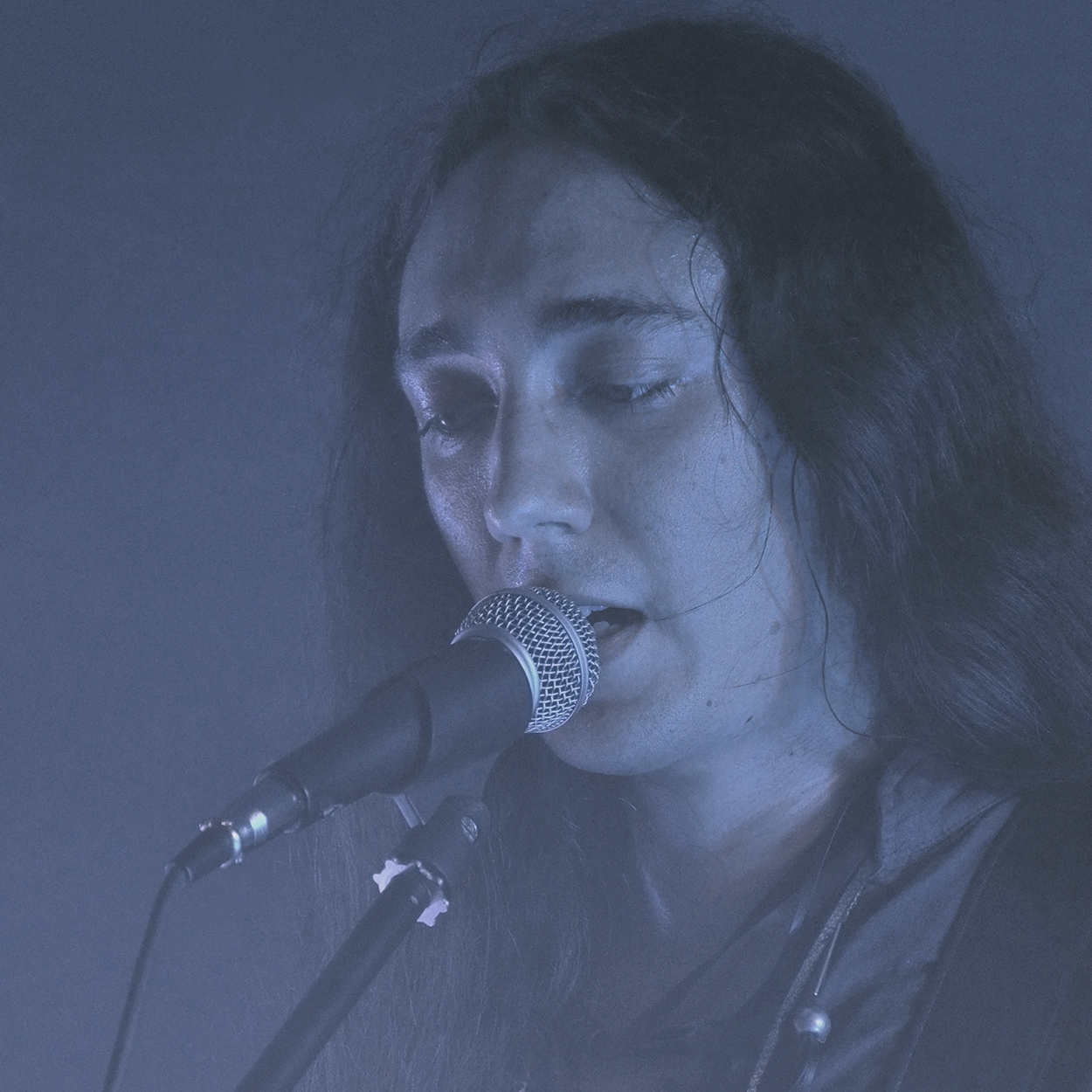
Neige виступає з Alcest у 2011 році

Блекґейз — музичний жанр, що поєднує в собі елементи блек-металу та шуґейзу. Слово «блекґейз», що являє собою суміш назв двох жанрів, було описане журналом The Guardian як «модне слово для гуртів нової школи, які виводять блек-метал з тіні й поєднують його бласт-біти, підземний плач та колючі гітарні рифи з більш рефлексивними мелодіями построку, шуґейзу та постхардкору». Згідно з Exclaim!, блекґейз «поєднує жорсткий, інопланетний інструментал блек-металу з м'якими, мрійливими мотивами шуґейзу».
Під впливом атмосферік-блек-метал-гуртів, як Ulver і Summoning, у цьому жанрі близько 2005 року вперше почав грати французький музикант Neige у складі музикальних проєктів Alcest і Amesoeurs, у той час як відомість жанру приніс успіх американської групи Deafheaven. The Guardian назвав Deafheaven «де-факто хлопцями з афіші блекґейзу, які, швидше за все, відкриють блек-метал ще ширшій аудиторії», а Exclaim! описали їхній другий альбом Sunbather — найбільш схвалений критиками альбом 2013 року на Metacritic  — як «фундаментальний для блекґейзу».

## Розвиток
Майкл Нельсон з Stereogum відстежує витоки блекґейзу на початку роботи французького музиканта Neige, який був першим, хто змішав блек-метал та шуґейз, граючи в таких гуртах, як Alcest, Amesoeurs і Lantlôs. За словами Нельсона, мініальбом Le Secret 2005 року Alcest був «народженням блекґейзу»; він зазначив, що це звучало «як спліт-альбом Cocteau Twins/Burzum» і що «майже половину часу вокал лунав у ангельському воркоті, а інша половина — це сирий далекий крик». Наталі Зіна Уолшотс з Exclaim! зазначає Neige як першопроходця в жанрі, відзначаючи при цьому, що американська група Deafheaven підштовхнула цей жанр до «більшої популярності». Сам вокаліст Deafheaven Джордж Кларк називає роботу Alcest «основою» для музичного напрямку гурту.

## Сприйняття
Деякі любителі традиційного блек-металу й геві-металу в більшості критикували жанр за його успіх серед тих, хто не був у спільноті металістів, найбільш помітно після виходу альбому Sunbather гурту Deafheaven у 2013 році. Однак ця реакція була сильно затьмарена визнанням альбому критиками, який став одним із визначальних релізів у жанрі блекґейз. Deafheaven також вдалося добитися широкого визнання, виступаючи на мейнстримних музичних фестивалях, на яких вони часто були єдиним гуртом, пов'язаним з металом.

## Блекґейз в Україні
В Україні в жанрі блекґейз/атмосферік-блек-метал грають Along Memories, Nuitville тощо. Також у 2010 році вийшов альбом «Handful of Stars» гурту Drudkh — у ньому колектив відійшов від свого стандартного звучання й зробив акцент у сторону блекґейзу та построку.